# Poder Moderador do Brasil

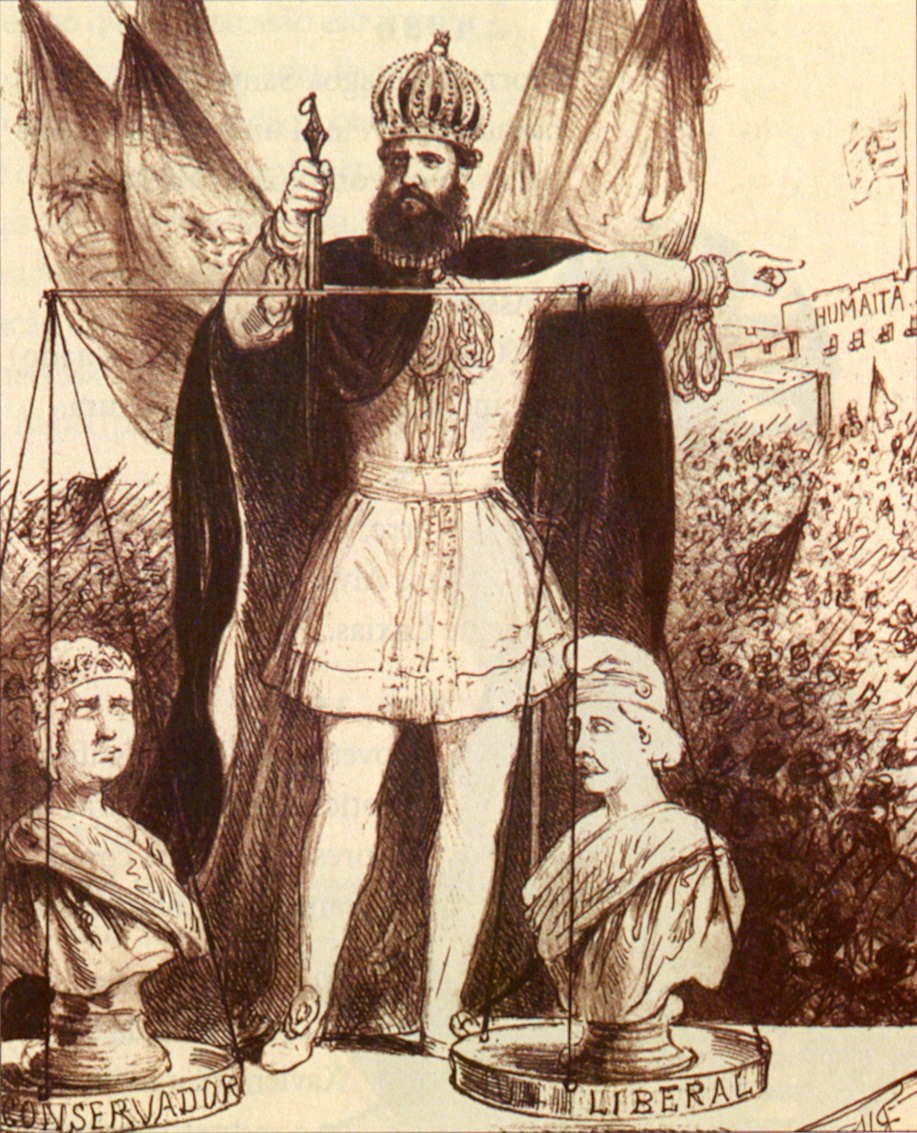
O Poder Moderador personificado em Pedro II do Brasil, o segundo e último monarca brasileiro a detê-lo.

O Poder Moderador do Brasil foi um dos quatro poderes de Estado instituídos pela Constituição Brasileira de 1824 e concedido à monarquia. O quarto poder era privativo do imperador, atuava como um "mecanismo de absorção dos atritos entre os poderes legislativo e executivo" e em seu papel de "fiel da balança", viria permitir a dom Pedro II ao longo de seu reinado "aquela situação de primazia que ele exerceu com tanto prazer e paz". Tobias Barreto ao analisar o Poder Moderador e o governo parlamentar, explicou a razão da adoção de ambos pelo fato de que as "instituições que não são filhas dos costumes, mas um produto da razão, não aguentam por muito tempo a prova da experiência e vão logo quebrar-se contra os fatos". De nada adiantariam leis que seguissem os costumes e tradições de povos diferentes ao brasileiro, que na teoria são admiráveis, mas que na prática, quando utilizados, tornar-se-iam inúteis a ponto de criar rachaduras que com o tempo possibilitariam ruir o edifício da ordem constitucional do país. E assim, graças ao Poder Moderador, o Brasil foi capaz de "abrir uma válvula pela qual pudemos escapar à anarquia parlamentarista".
Segundo João Camillo Torres, a razão da existência do Poder Moderador era devida ao fato de que o "monarca, pela continuidade dinástica, não fazendo parte de grupos, classes, nem possuindo ligações regionais, não devendo seu poder a partidos, grupos econômicos, não tendo promessas eleitorais a cumprir, não precisando de 'pensar no futuro' – o futuro de sua família estará garantido se a paz e a grandeza nacional estiverem preservadas – que não está sujeito a tentação de valer-se de uma rápida passagem pelo seu governo para tirar benefícios e vantagens particulares à custa da nação, deixando o ônus a seus sucessores", pois o seu "sucessor é o próprio filho, sabendo que a História, muitas vezes, cobra de netos crimes dos avós".
Com a Proclamação da República, o Poder Moderador perdeu seu objeto e, mais tarde, foi abolido em definitivo ao ser promulgada a Constitiução Brasileira de 1891 e suas sucessoras, que adotaram uma separação dos poderes do Estado consoante à da maioria dos Estados modernos: Executivo, Legislativo e Judiciário, que se limitam e moderam mutuamente. Apesar de ter deixado de existir como um dos poderes do Estado, diversos atores e instituições da República reinvidicaram competências moderadoras com maior ou menor legitimidade.
O Supremo Tribunal Federal decidiu unanimemente que as Forças Armadas não têm o papel de moderador entre os poderes da República e devem agir estritamente dentro dos limites constitucionais para a manutenção da lei e da ordem.

## Prerrogativas
O Art. 99 da Constituição de 1824 declarava que a "pessoa do Imperador é inviolável e sagrada; ele não está sujeito à responsabilidade alguma". Tal dispositivo não era uma característica única do regime constitucional brasileiro do século XIX e ainda existe em diversas monarquias parlamentaristas atuais. As atribuições reservadas ao Poder Moderador deveriam ser exercidas somente após o Conselho de Estado ter sido consultado. Tais prerrogativas (que estavam enumeradas no Art.101) eram idênticas, em sua maioria, as atribuições reservadas aos monarcas atuais, tais como:
1. Convocar a Assembleia Geral (Parlamento) extraordinariamente nos intervalos das sessões;[17]
2. Sancionar os decretos e resoluções da Assembleia Geral, para que tenham força de lei;[18][19][20][21][22]
3. Prorrogar ou adiar a Assembleia Geral e dissolver a Câmara de Deputados, convocando outra imediatamente para substituir a anterior;[17][23][24][25]
4. Nomear e demitir livremente os ministros de Estado;[26][27][28][29]
5. Perdoar e moderar penas impostas aos réus condenados por sentença e conceder anistia.[30][31][32][33]

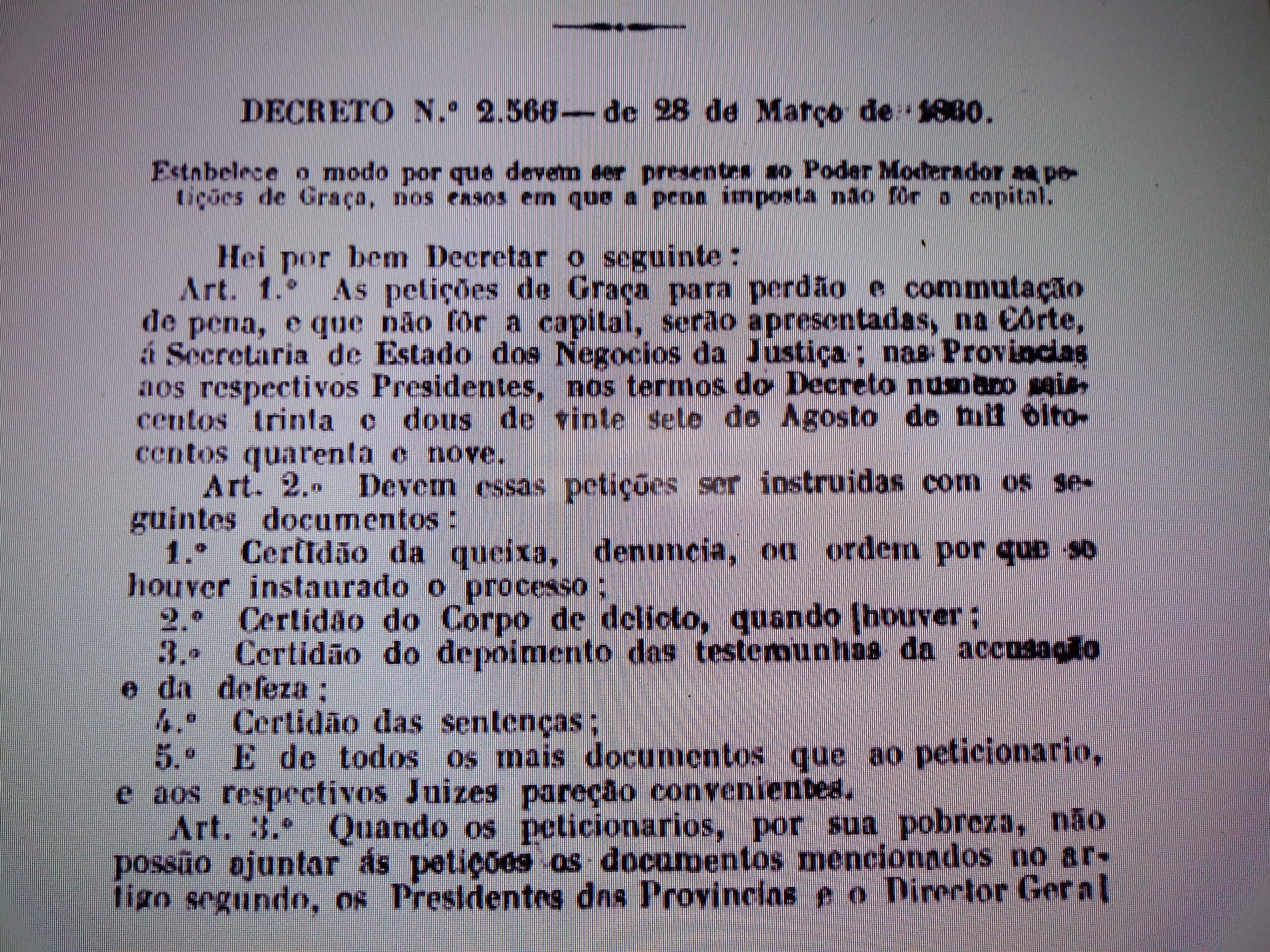
Legislação de perdão e comutação de pena pelo Poder Moderador em 1860.

A dissolução da Câmara de Deputados não deve ser confundida com o fechamento de um congresso nacional (ou parlamento). O primeiro trata-se de uma medida legal existente no parlamentarismo, enquanto o segundo não passa de um ato ditatorial. Houve um grande cuidado por parte dos monarcas brasileiros na hora de exercer as suas prerrogativas de dissolver a Câmara de Deputados. Por exemplo, no caso de dom Pedro II, em nenhum momento em seus 58 anos como imperador as dissoluções ocorreram por iniciativa própria, e sim por solicitação do Presidente do Conselho de Ministros. Ocorreram várias dissoluções ao longo de seu reinado, sendo onze ao todo, e destas, dez ocorreram somente após o Conselho de Estado ser consultado sobre o assunto, o que não era obrigatório. Quanto ao poder de veto a projetos de lei, este não era absoluto, e sim parcial: se as duas legislaturas seguintes apresentassem o mesmo projeto sem modificações, entender-se-ia que o monarca houvera consentido com a promulgação do mesmo.
As demais prerrogativas eram: suspender magistrados por queixas contra suas pessoas, mas somente após realizar audiência com os mesmos, colher todas as informações pertinentes e ouvir o Conselho de Estado (tais magistrados perderiam seus cargos efetivamente somente com o devido processo legal que resultasse em sentença em trânsito julgado); aprovar ou suspender as resoluções dos conselhos provinciais (como eram chamadas as Câmaras de Deputados Estaduais) e nomear os senadores através de uma lista com os três candidatos mais votados popularmente. Era extraordinária a prerrogativa para aprovar e suspender as resoluções dos conselhos provinciais, pois era de competência da Assembleia Geral e só poderia ocorrer se esta, por algum motivo relevante, não pudesse vir a se reunir.
Quanto ao fato de poder nomear os senadores, não se tratava de uma característica peculiar do ordenamento jurídico brasileiro, e sim algo comum em todos os países da época. Nos Estados Unidos, uma república presidencialista, os senadores eram escolhidos pelas Câmaras de Deputados Estaduais (só viria a se modificar em 1917); na Grã-Bretanha, a Câmara dos Lordes era composta por membros vitalícios e hereditários e reservada somente à nobreza; enquanto na França, os senadores, além de vitalícios, eram nomeados. Em nenhum destes três países, considerados à época grandes democracias ao lado do Brasil, havia qualquer participação popular na escolha dos senadores. Enquanto no Brasil, a nomeação dos senadores deveria ocorrer dentro de uma lista dos três candidatos mais votados pelo povo brasileiro (e normalmente, a não ser em raras exceções), o escolhido era justamente o mais votado).
O Poder Moderador "somente pode ser estimado nas consequências incomparáveis que teve para a consolidação da unidade nacional e para a estabilidade do sistema político do Império", num "continente politicamente flagelado por ódios civis e pulverizado em repúblicas fracas e rivais". Para Galvão Sousa, o Poder Moderador sob dom Pedro II, "deu margem à famosa ‘ditadura da honestidade’. Transformou-se, logo no poder pessoal do monarca, exercido sempre com alto espírito público". O termo ditadura utilizado pelo autor não possui uma conotação pejorativa relacionada à palavra e sim para exemplificar a força da moralidade e justiça que dom Pedro II impunha no seu papel como monarca constitucional.

## Parlamentarismo
A partir de 1840, com a nomeação de gabinetes, institucionalizado em 1847 com a criação do cargo de Presidente do Conselho de Ministros via o Decreto Imperial nº 523 de 20 de Julho de 1847, transformando o regime em parlamentarista, o poder Moderador continuou existindo, porém com importância diminuída:
Em face de letra tão expressa que colocava o monarca em posição bem diferente da do rei de molde constitucional clássico, e escrita para atender às recomendações e aos desejos do monarca, só mesmo graças à força e ao contágio de uma doutrina política que dominava os países-modelos de nossas instituições e à coragem e pertinácia de homens como Bernardo Pereira de Vasconcelos chegaria o Brasil a derrubar o autoritarismo de D. Pedro I e a estabelecer, com o correr dos tempos (…) o parlamentarismo.
— Otávio Tarquínio de Sousa

## Legado na política brasileira
Com a Proclamação da República, o Poder Moderador foi extinto em 1889.
A presença de um Poder Moderador foi reivindicado por diversos atores e instituições depois que o sistema republicano foi instalado no Brasil, especialmente durante as sucessivas crises políticas do período. 

### Concepções recentes
Em novembro de 2021, o ministro do Supremo Tribunal Federal, Dias Toffoli mencionou que o STF atuava como poder moderador na democracia brasileira. Em 1 de fevereiro de 2023, o Presidente da Câmara do Deputados, Arthur Lira, ao discursar na posse frisou da seguinte forma: "O legislativo é o poder moderador da República e assim continuará sendo".
Jair Bolsonaro, presidente do Brasil, também afirmou em 2023 que os militares são o poder moderador, afirmação sem previsão constitucional, conforme define o STF.
"A missão institucional das Forças Armadas na defesa da pátria, na garantia dos Poderes constitucionais e na garantia da lei e da ordem não acomoda o exercício de poder moderador entre os Poderes Executivo, Legislativo e Judiciário." Luiz Fux.
O STF já reconheceu a inexistência do poder moderador em decisão de em junho de 2020 do ministro Luiz Fux.

## Julgamento no plenário do Supremo Tribunal Federal
O Supremo Tribunal Federal (STF), por unanimidade, rejeitou a ideia de que as Forças Armadas funcionem como um poder moderador entre os Poderes Executivo, Legislativo e Judiciário. Esta decisão ocorreu durante o julgamento da Ação Direta de Inconstitucionalidade (ADI) 6457, proposta pelo Partido Democrático Trabalhista (PDT), concluída em uma sessão virtual em 8 de abril de 2024. O STF também estabeleceu que o comando das Forças Armadas é limitado, proibindo sua utilização para interferências indevidas nos outros poderes da República. A prerrogativa presidencial de empregar as Forças Armadas deve ser usada excepcionalmente e apenas para a garantia da lei e da ordem, após esgotados os meios ordinários de manutenção da ordem pública. O ministro Luiz Fux, relator do caso, enfatizou que atribuir às Forças Armadas a resolução de conflitos entre os poderes ou interpretativos da Constituição violaria a separação dos poderes, fundamentando que as Forças Armadas são órgãos de Estado, não de governo, e devem permanecer apartidárias e submissas ao controle civil.

## Ligações Externas
- Poder Moderador, por Dilma Cabral, MAPA, 11 de Novembro de 2016, 14h01 | Última atualização em Segunda, 31 de Dezembro de 2018.
- Constituição de 1824.